# Oceanapia pellucida
Oceanapia pellucida är en svampdjursart som först beskrevs av Ridley 1884.  Oceanapia pellucida ingår i släktet Oceanapia och familjen Phloeodictyidae.
Artens utbredningsområde är Seychellerna. Inga underarter finns listade i Catalogue of Life.